# 中津川市立西小学校
中津川市立西小学校（なかつがわしりつ にししょうがっこう）とは、岐阜県中津川市にある公立小学校。

## 就学区域
- 中津地区の一部[1]
  - 手賀野上区
  - 1区
  - 2区
  - 会所ケ丘区
  - 中京学院大学区
  - 3区
  - 後田区
  - 松源寺区
  - 共栄区
  - 大峡区
  - 4区
  - 大平区
  - 山手区
  - 西ケ丘区
  - 5区
  - 6区
  - 23区
  - 手賀野雇用促進住宅区

## 沿革
- 1938年（昭和13年）4月 - 中津尋常小学校[注釈 1]西分教場を開設。
- 1941年（昭和16年）
  - 3月31日 - 西分教場が分立し、中津西尋常小学校となる。
  - 4月1日 - 中津西国民学校に改称する。
- 1947年（昭和22年）4月1日 - 中津町立西小学校に改称する。
- 1951年（昭和26年）4月1日 - 中津町と苗木町が合併し中津川町が発足。同時に中津川町立西小学校に改称する。現在地[注釈 2]に移転。
- 1952年（昭和27年）4月1日 - 中津川町が市制施行、中津川市となる。同時に中津川市立西小学校に改称する。
- 1967年（昭和42年） - 校舎（鉄筋コンクリート造）が完成（1舎の東半分）。
- 1974年（昭和49年） - 校舎を増築（1舎の一部）。
- 1976年（昭和51年） - 体育館が完成。校舎を増築（1舎の一部）。
- 1978年（昭和53年） - 校舎を新築（2舎）。
- 2014年（平成26年） - 中校舎が完成。同時に1舎を北校舎、2舎を南校舎に改称する。